# W DELUXE
『W DELIXE』（ダブル・デラックス）は、1987年5月21日に発売されたゴダイゴのベスト・アルバム。また、ほぼ同時発売のカセット盤『ゴダイゴ・ザ・ベスト 全曲英語詩』についても解説する。

## 解説
- 品番は50CA-1605〜06。
- ゴダイゴのベスト・アルバムとしては初めて、初発からCDでの発売である。
- ゴダイゴのベスト・アルバムとしては珍しく、収録曲が全曲英語詞である。収録曲が全曲英語詞のベスト・アルバムはこのアルバムと、後年発売の『GODIEGO GREAT BEST VOL.2~English Version~』の2種類しかない。

## 収録曲
★は日本語版も制作されている曲

### DISC-1
1. IF YOU ARE PASSING BY THAT WAY（想い出を君に託そう）
2. HAPPINESS（ハピネス）★ - タケカワユキヒデのソロ名義で発売されたが、演奏はゴダイゴ。
3. A HUNDRED YEARS FROM NOW（ア・ハンドレッド・イヤーズ・フロム・ナウ）
4. TRY TO WAKE UP TO A MORNING（トライ・トゥ・ウェイク・アップ・トゥ・ア・モーニング）
5. GANDHARA（ガンダーラ）★
6. PROGRESS AND HARMONY（プログレス・アンド・ハーモニー）
7. A GOOD DAY（ア・グッド・デイ）★ - 本アルバム発売以前は英語版は『GODIEGO HIT SPECIAL』にしか収録されていなかった。
8. PIANO BLUE（ピアノ・ブルー）★ - 日本語版は別アレンジでタケカワのソロ・アルバム『白い街角』に収録。
9. COMING TOGETHER IN KATHMANDU（(カミング・トゥゲザー・イン)カトマンズ）★
10. SUITE:PEACE（平和組曲）
11. THE GREAT SEA FLOWS（グレイト・シー・フロウズ） - 『INTERMISSION』は初発時アナログ盤にのみ収録されていたため（廉価版再発CDには『明日を夢見て』と共に収録）、本アルバムで初CD化。

### DISC-2
1. IT'S GOOD TO BE HOME AGAIN（憩いのひととき）
2. THE BIRTH OF THE ODYSSEY~MONKEY MAGIC（ザ・バース・オブ・ジ・オデッセイ～モンキー・マジック）- 2曲メドレーのアルバムバージョン。
3. RETURN TO AFRICA（リターン・トゥ・アフリカ）★
4. HOW CAN I BELIEVE IN LOVE（ビリーヴ・イン・ラヴ）
5. DEAD END〜LOVE FLOWERS PROPHECY（デッド・エンド〜ラヴ・フラワーズ・プロフェシー）
6. THE SUN IS SETTING ON THE WEST（ザ・サン・イズ・セッティング・オン・ザ・ウエスト）
7. THE GALAXY EXPRESS 999（銀河鉄道999）★ - 本アルバム発売以前は英語版は『GODIEGO HIT SPECIAL』にしか収録されていなかった。
8. CARAVANSERAI（キャラバンセライ）
9. DEEP RED（ディープ・レッド）
10. THE α BET（αベット）
11. THE LAST HOUR（ラスト・アワー）
12. EVERY CHILD HAS A BEAUTIFUL NAME（ビューティフル・ネーム）★
13. WAVE GOOD-BYE（ウェイヴ・グッド・バイ）
14. THANK YOU, BABY（サンキュー・ベイビー）

## ゴダイゴ・ザ・ベスト 全曲英語詩
『ゴダイゴ・ザ・ベスト 全曲英語詩』は1987（昭和62）年5月18日に『W DELUXE』と同時発売されたゴダイゴのベスト・アルバム。（カセット盤）。『W DELUXE』から8曲省かれている。

### 収録曲

#### SIDE-1
1. IF YOU ARE PASSING BY THAT WAY（想い出を君に託そう）
2. HAPPINESS（ハピネス）
3. A HUNDRED YEARS FROM NOW（ア・ハンドレッド・イヤーズ・フロム・ナウ）
4. TRY TO WAKE UP TO A MORNING（トライ・トゥ・ウェイク・アップ・トゥ・ア・モーニング）
5. GANDHARA（ガンダーラ）
6. PROGRESS AND HARMONY（プログレス・アンド・ハーモニー）
7. COMING TOGETHER IN KATHMANDU（(カミング・トゥゲザー・イン)カトマンズ）
8. THE GREAT SEA FLOWS（グレイト・シー・フロウズ）

#### SIDE-2
1. THE BIRTH OF THE ODYSSEY~MONKEY MAGIC（ザ・バース・オブ・ジ・オデッセイ～モンキー・マジック）
2. HOW CAN I BELIEVE IN LOVE（ビリーヴ・イン・ラヴ）
3. DEAD END~LOVE FLOWERS PROPHECY（デッド・エンド〜ラヴ・フラワーズ・プロフェシー）
4. THE SUN IS SETTING ON THE WEST（ザ・サン・イズ・セッティング・オン・ザ・ウエスト）
5. THE GALAXY EXPRESS 999（銀河鉄道999）
6. CARAVANSERAI（キャラバンセライ）
7. THE LAST HOUR（ラスト・アワー）
8. EVERY CHILD HAS A BEAUTIFUL NAME（ビューティフル・ネーム）
9. WAVE GOOD-BYE（ウェイヴ・グッド・バイ）